# Jennifer Saunders
Jennifer Jane Saunders (Sleaford, Lincolnshire, 6 de juliol de 1958) és una actriu anglesa.

## Filmografia
- 1981: The Comic Strip (TV)
- 1982: Els joves (2 episodis, 1982–1984)
- 1982: The Comic Strip Presents... (28 episodis, 1982–1998)
- 1984: The Lenny Henry Show (1 episodi, 1984)
- 1985: Happy Families (6 episodis, 1985)
- 1985: Girls on Top (5 episodis, 1985)
- 1985: The Supergrass
- 1986: Dangerous Brothers Present: World of Danger (segment "How to Get off with a Lady")
- 1987: French and Saunders (48 episodis, 1987–2009)
- 1988: Eat the Rich
- 1988: The Storyteller (1 episodi, 1988)
- 1990: Rita Rudner (1 episodi, 1990)
- 1990: The Full Wax (1 episodi, 1990)
- 1990: The Tale of Little Pig Robinson (TV)
- 1991: Clive Anderson Talks Back (1 episodi, 1991)
- 1993: French and Saunders Live
- 1992: Absolutely Fabulous (38 episodis, 1992–2012)
- 1993: Prince Cinders (veu)
- 1993: Muppet Treasure Island
- 1995: Queen of the East (TV)
- 1995: In the Bleak Midwinter
- 1997: Spiceworld
- 1998: Absolutely Fabulous: Absolutely Not!
- 1999: Let Them Eat Cake (6 episodis, 1999)
- 1999: The Magician's House (veu, TV)
- 1999: Fanny and Elvis
- 1999: The Nearly Complete and Utter History of Everything (TV)
- 2000: French & Saunders Live
- 2000: Mirrorball (TV)
- 2001: Absolument fabuleux
- 2002: Pongwiffy (veu, TV)
- 2003: Comic Relief 2003: The Big Hair Do (TV)
- 2004: Shrek 2 (veu)
- 2004: Fable (veu, videojoc)
- 2005: Comic Relief: Red Nose Night Live 05 (TV)
- 2006: L'entente cordiale
- 2006: Jam & Jerusalem (16 episodis, 2006–2009)
- 2007: A Bucket o' French & Saunders (5 episodis, 2007)
- 2007: The Life and Times of Vivienne Vyle (6 episodis, 2007)
- 2008: French and Saunders Still Alive
- 2009: Coraline (veu)
- 2009: Red Nose Day 2009 (TV)
- 2011: The Hunt for Tony Blair (TV)
- 2011: Uptown Downstairs Abbey, Red Nose Day 2011 (TV)
- 2012: Dead Boss (TV)
- 2013: Blandings (TV)
- 2020: The Stranger (TV)